# David Anthony Durham
David Anthony Durham (nacido en 1969) es un escritor de Estados Unidos, autor de ficción histórica y fantasía.

## Biografía
David Anthony Durhman nació en la ciudad de Nueva York y es hijo de emigrantes caribeños. Ha vivido durante varios años en Escocia. Ha trabajado como instructor de la organización benéfica Outward Bound, y como guía de rafting e instructor de kayak. Tras recibir un título en Bellas Artes por la Universidad de Maryland en 1996, dio clases en esa universidad y en la Universidad de Massachusetts. Actualmente es profesor adjunto en el Hampshire College.
En 1992 ganó el premio de ficción Zora Neale Hurston/Richard Wright, en el año 2002 el premio de Debut Ficción, y en el año 2008 el premio John W. Campbell al mejor escritor novel. 

## Novelas
La primera novela de Durham, Gabriel's Story se centraba en torno a los colonos afroamericanos en el Salvaje Oeste. Walk Trough Darkness contaba la historia de un esclavo fugitivo durante la época de la Guerra de Secesión. Pride of Carthage es una novela sobre Aníbal Barca de Cartago y su guerra contra la República Romana. Sus novelas han aparecido dos veces en el Notable Books del New York Times, han ganado dos premios de la American Library Association y han sido traducidos a varios idiomas. Gabriel'Story, Walk Through Darkness y Acacia han vendido sus derechos cinematográficos. Con Acacia, David Durham comenzó a escribir una trilogía de género fantástico.

## Artículos y relatos cortos
- “An Act of Faith” (relato), aparece en la antología It’s All Love, editada por Marita Golden, Doubleday, febrero de 2009.
- “Appreciation: The Green House, de Mario Vargas Llosa” (recomendación y comentario)  (The Top Ten: Writers Pick Their Favorite Books, editado por J. Peder Zane, W. W. Norton, enero2007).
- “Recommendation: A Scot’s Quair, by Lewis Grassic Gibbon” (recomendación y comentario), (Post Road, 2005).
- “An Act of Faith” (relato), (Intimacy: Erotic Stories of Love, Lust, and Marriage by Black Men, editado por Robert Fleming, Plume, febrero de 2004).
- “The Boy-Fish” (relato), (Gumbo: A Celebration of African American Writing, editado por Marita Golden y E. Lynn Harris, Harlem Moon Press, octubre de 2002).
- “The She-Ape and the Occasional Idealist” (relato), (QWF (UK), June/July 2000).
- “One Room Like a Cave” (relato), (Staple: New Writing (UK), 1998).
- “The Boy-Fish” (relato), (Catalyst, Spring 1992).